# マムヌーン・フセイン
マムヌーン・フセイン（ウルドゥー語: ممنون حسین, ラテン文字転写: Mamnoon Hussain、1940年12月23日 - 2021年7月14日）は、パキスタンの繊維業の実業家、政治家。2013年から2018年まで同国第12代大統領を務めた。

## 経歴
イギリス領インド帝国のアーグラで、ウルドゥー語を母語とする靴商の家庭に生まれた。インド・パキスタン分離独立後の1949年に一家でカラチに移住した。1960年代にカラチの経営学研究所から学位を取得した。カラチ商工会議所会頭を経て、1999年にシンド州知事となったが、同年10月に起きたクーデターで早々に退陣した。
カラチ商工会議所の現会頭アズハル・ハルーンは、「フセインは1999年まで政治とは無縁の世界に生きてきたが、彼の礼儀正しい話し方と専門的な能力がナワーズ・シャリーフに買われて、シンド州知事に任命されたのだ」と述べた。シャリーフの支持者となったフセインは、あまり知名度は高くなかったが、2013年7月のパキスタン大統領選挙でパキスタン・ムスリム連盟ナワーズ・シャリーフ派 (PML-N) の公式候補者に選ばれた。選挙では432票を得て、唯一の対立候補であったワジフッディーン・アハメド（77票）を破って当選した。9月9日に大統領官邸で行われた就任式典では、政治指導層や軍の高官、外国の要人、メディア関係者、フセインの一族が列席した。
2018年9月、任期満了により大統領を退任した。2020年2月にがんと診断され、2021年7月14日、カラチの病院で死去。80歳没。